# Pöszeség
A pöszeség eltérés az anyanyelvi közösség kiejtési normáitól. Nem tartoznak ide a nyelvjárások jellegzetességei, mert ezek is részei a normának. A beszédhangok torzulhatnak (diszlália), megváltozhatnak (paralália), vagy ki is maradhatnak (alália). A hibák jelentkezhetnek csak bizonyos helyzetekben (szó elején, belsejében, vagy végén), egyes szavakban, vagy a hangok ejtődhetnek hol helyesen, hol hibásan.
A torzítás és a helyettesítés többnyire a sziszegő hangokat (s, sz, c, cs, z, zs) és az r hangot érinti, a kimaradás pedig többnyire a h hanggal fordul elő.
Ez a beszédhiba akár előnyös is lehet, mert az egyes nyelvek hangbázisa eltér. Ezért egy idegen nyelven helyesnek számíthat az anyanyelven helytelen ejtés. Így a raccsolás segíthet a francia, a selypítés pedig az angol szavak kiejtésében.

## Felosztása
Lehet
- részleges: néhány hangra vagy egy-két hangcsoportra kiterjedő
  - selypítés, a sziszegő hangokra kiterjedő
  - raccsolás, az r hang hibás ejtése
- általános: legalább tíz hangra, vagy néhány magánhangzóra és sok mássalhangzóra kiterjedő kiejtési hiba
- orrhangzós beszéd, a nazális színezet zavara, ami lehet részleges, vagy általános is
- fonetikai
- fonológiai

Minél több hangra terjed ki a hiba, annál nehezebben érthető a beszéd. Szélsőséges esetben a beszédet nagyon nehéz megérteni, mert az összes mássalhangzó érintett. Amennyiben a beszélőszervek épek, ez az általános hiba is javítható.
A legelterjedtebb hibák mellett más hibák is előfordulnak. Ezek nevét a megfelelő görög vagy héber betű nevéből képezik.
| Hanghiba | Hanghiba | Hanghiba     | Hanghiba                |
| Betű     | Betű     | Név          | Artikulációs hiba       |
| -------- | -------- | ------------ | ----------------------- |
| Β        | βῆτα     | betacizmus   | a b hang hibás ejtése   |
| Γ        | γάμμα    | gammacizmus  | a g hang hibás ejtése   |
| Δ        | δέλτα    | deltacizmus  | a d hang hibás ejtése   |
| Κ        | κάππα    | kappacizmus  | a k hang hibás ejtése   |
| Λ        | λάμβδα   | lambdacizmus | az l hang hibás ejtése  |
| Ρ        | ῥῶ       | rotacizmus   | az r hang hibás ejtése  |
| Σ        | σίγμα    | szigmatizmus | az sz hang hibás ejtése |
| ש        | שין      | sétizmus     | az s hang hibás ejtése  |
| Τ        | ταῦ      | taucizmus    | a t hang hibás ejtése   |

Paralália esetén para- előtagot adnak a névhez.

## Okai
Okozhatják érzékelési zavarok, vagy a beszélőszervek, különösen a szájizomzat mozgásának apróbb zavarai, fogászati problémák, és gyermekkorban a rosszul kialakult fonológiai rendszer. A képzés helyének kisebb eltolódásakor már sérülhet a sziszegő hangok ejtése.

## Kezelése
A kezelés célja a tiszta, a nyelv normáinak megfelelő kiejtés elérése. Ehhez először a mozgáskészséget és a beszédhangok megkülönböztetését, a háttérkészségeket fejlesztik. Ezután foglalkoznak a hibás hangokkal: kialakítják, rögzítik és automatizálják a helyes kiejtést.